# Campanularia hincksii
Campanularia hincksii är en nässeldjursart som beskrevs av Joshua Alder 1856. Campanularia hincksii ingår i släktet Campanularia och familjen Campanulariidae. Arten är reproducerande i Sverige. Inga underarter finns listade i Catalogue of Life.